# Ballingslöv
Ballingslöv est une localité de Suède dans la commune de Hässleholm en Scanie.
Sa population était de 357 habitants en 2019.